# Parastalita
Parastalita is een geslacht van spinnen behorend tot de familie celspinnen (Dysderidae).

## Soorten
- Parastalita stygia (Joseph, 1882)